# يسبر بلومكفيست
يسبر بلومكفيست (بالسويدية: Jesper Blomqvist)‏، (أوميا، 5 فبراير 1974)، لاعب كرة قدم سويدي سابق.
بدأ مسيرته الكروية مع نادي أوميا في موسم 1992/1993، وشارك معهم في 38 مباراة وسجل 8 أهداف، وفي عام 1993 انتقل إلى نادي غوتبيرغ، ولعب معهم حتى عام 1996، وشارك معهم في 73 مباراة وسجل 18 هدف، وفي موسم 1996/1997 انتقل إلى نادي إيه سي ميلان الإيطالي، ولعب معهم 20 مباراة وسجل هدف واحد، وفي موسم 1997/1998 انتقل إلى نادي بارما الإيطالي، ولعب معهم 28 مباراة وسجل هدف واحد، وفي عام 1998 انتقل إلى نادي مانشستر يونايتد الإنجليزي، ولعب معهم حتى عام 2001، وشارك معهم في 25 مباراة وسجل هدف واحد، وفي موسم 2001/2002 انتقل إلى نادي إيفرتون الإنجليزي، ولعب معهم 15 مباراة وسجل هدف واحد، وفي موسم 2002/2003 انتقل إلى نادي تشارلتون أثلتك الإنجليزي، ولعب معهم 3 مباريات، وفي عام 2003 انتقل إلى نادي ديورغاردنس، ولعب معهم 9 مباريات وسجل هدف واحد.
و قد لعب مع منتخب السويد لكرة القدم منذ عام 1994 وحتى عام 2003، وشارك معهم في 30 مباراة.

## روابط خارجية
- يسبر بلومكفيست على موقع الاتحاد الدولي (مؤرشف)  (الإنجليزية)
- يسبر بلومكفيست على موقع الاتحاد الأوربي (الإنجليزية)
- يسبر بلومكفيست على موقع اتحاد السويد (السويدية)
- يسبر بلومكفيست على موقع قاعدة بيانات كرة القدم.إي يو (الإنجليزية)
- يسبر بلومكفيست على موقع ناشيونال فوتبول تيمز (الإنجليزية)
- يسبر بلومكفيست على موقع Soccerbase.com (لاعب) (الإنجليزية)
- يسبر بلومكفيست على موقع Soccerway.com (الإنجليزية)
- يسبر بلومكفيست على موقع عالم كرة القدم.نت (الإنجليزية)
- يسبر بلومكفيست على موقع كووورة
- يسبر بلومكفيست على موقع EliteProspects.com (الإنجليزية)